# فوجيو سنت
الفوجيو سنت والتي عرفت أيضا ب الفرانكلين سنت وهي العملة الأولى المتداولة الرسمية للولايات المتحدة، والتي تتكون من 0,36 أوقية أي ما يقارب (10 جرام) من النحاس، ولقد تم تصميمها من قبل بنجامين فرانكلين ولقد تم سك العملة فقط في عام 1787, وقد كان شكلها مقارباً جدا لنظيرتها عملة الدولار الأمريكي لعام 1776 والتي تم سكها كقطع تمتلك نمط معين لتكون عملة ممكنة للتداول في جميع القارات ولكن لم يتم تداولها مطلقاً.

## تاريخ

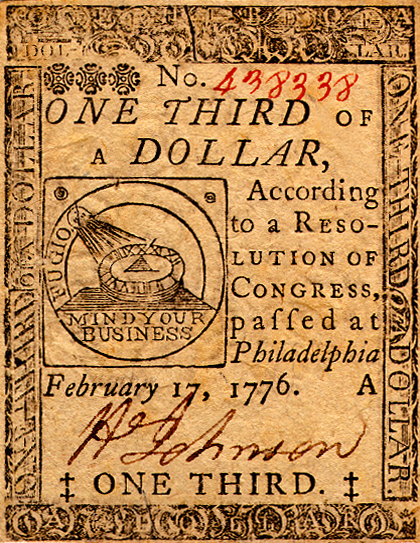
العملة القارية 1/3 دولار (الوجه) مكتوب عليها "Fugio" و "اهتم بشركتك".

في 21 من أبريل عام 1787, سمح كونغرس الاتحاد الكونفدرالي للولايات المتحدة بتصميم عملة نقدية نحاسية رسمية، والذي فيما بعد تمت الإشارة اليه على انه سنت الفوجيو وذلك لأنها تحمل صورة الشمس وضوئها يسطع تجاه ساعة شمسية تبرز اسم الفوجيو "Fugio" (باللاتينية: أنا أهرب أو انا اطير والذي يدل على وقت الطيران), ولقد تم تصميم هذه العملة من قبل بنجامين فرانكلين فيما لو كانت تذكيرا لمن يحملها، ولقد وضع في أسفل العملة عبارة «لاتتدخل فيما لا يعنيك، أو اهتم بشؤونك الخاصة». وذلك التصميم أخذ أساسه من عملة «الدولار القارية» عام 1776, والتي سكت على اشكال نموذجية ولكن لم يتم التداول بها مطلقا.
يعتقد بعضا من المؤرخون ان كلمة «عمل» كان معناها المقصود هنا حرفيا، وحسب ما عرف ان فرانكلين كان رجل أعمال مؤثر، ولذلك فمعنى «لاتتدخل فيما لا يعنيك» ليس كالمعنى المستخدم هذه الأيام، بل والأحرى معناها «انتبه لأمورك».
يحمل الجزء الخلفي لكلٍ من عملات الدولار القاري لعام 1776 والأوراق النقدية والعملات عام 1787 شعار واحد الا وهو «كلنا واحد» (في اللغة الإنجليزية) وقد احيط بثلاثة عشر من الخطوط المترابطة، والتي تمثل الولايات المستعمرة الثلاثة عشر الأصلية، وبعد ما تم إصلاح الحكومة المركزية عام 1788على إقرار بالدستور عام 1787, وقد تغير شعار العملات الذهبية والفضية إلى "E pluribus unum" المستوحى من الختم العظيم للولايات المتحدة.

### بنك نيويورك هورد
في عام 1788 بنك نيويورك خزن آلاف العملات من الفوجيو في برميل في قبو لها، وفي عام 1856 خزنت العملات مره أخرى في مكان ما في حقائب قطنية، وقد تم العثور على مكان دفنها عام 1926, ومن ثم بعد ذلك تم توزيع العملات كذكرى وتذكار للعملاء حتى عام 1948 وعندما تم جرد العملات من جمعية النقود الأمريكية بلغ عدد المتبقي منها 1641 عملة، وعندها أصبح المخبأ معروفاً باسم بنك نيويورك هورد The Bank of New York Hoard, وقد تم التبرع بالعديد من العملات للجمعية بينما العملات الأخرى قد بيعت لهواة جمع القطع، واذا أن جميع القطع التي تم العثور عليها في حالة لايمكن التداول بها، وقد كان اكثرها بلون بني وبعضها قد تلف بفعل تحللها بالماء، ويحتفظ البنك ب 819 عملة فقط.

## وصلات خارجية
- الأوراق النقدية التاريخية والحالية للولايات المتحدة الأمريكية